# Prolasius formicoides
Prolasius formicoides är en myrart som först beskrevs av Auguste-Henri Forel 1902.  Prolasius formicoides ingår i släktet Prolasius och familjen myror. Inga underarter finns listade i Catalogue of Life.

## Bildgalleri

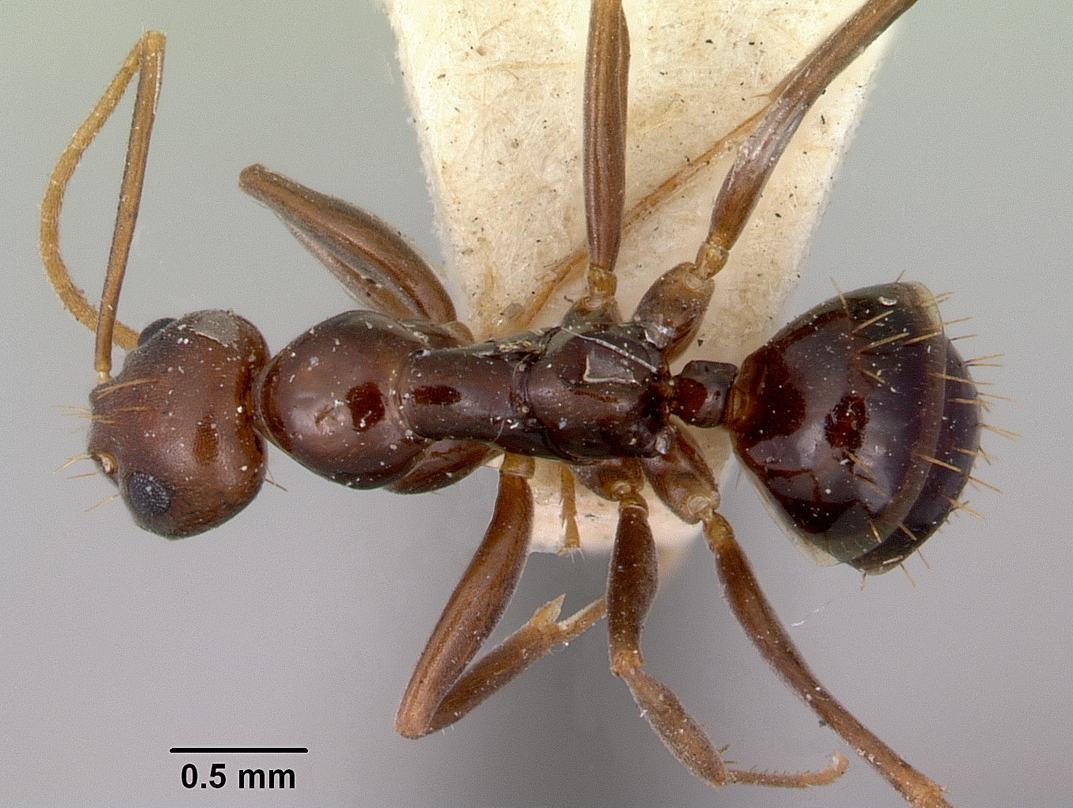
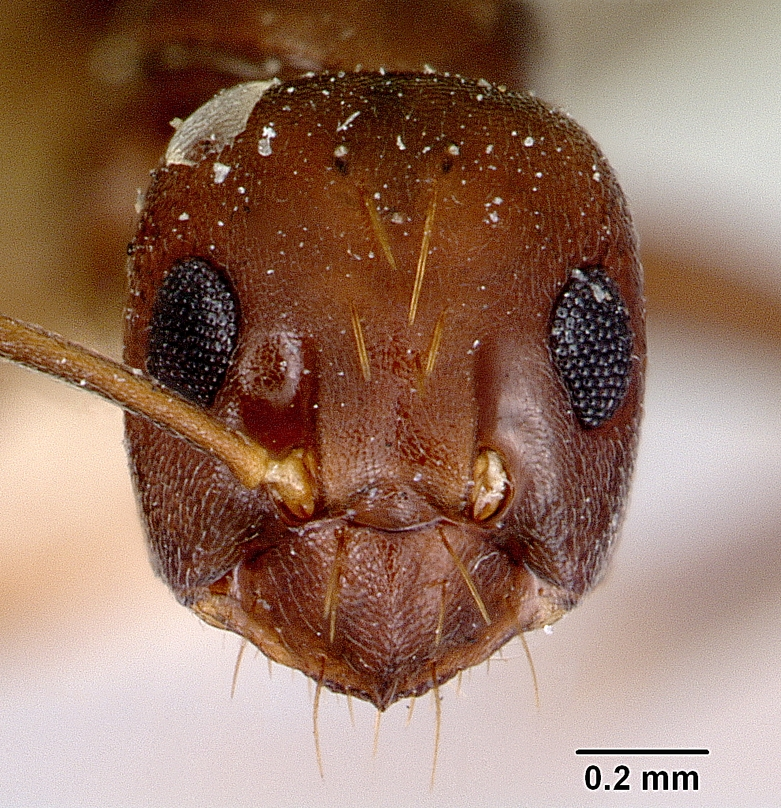
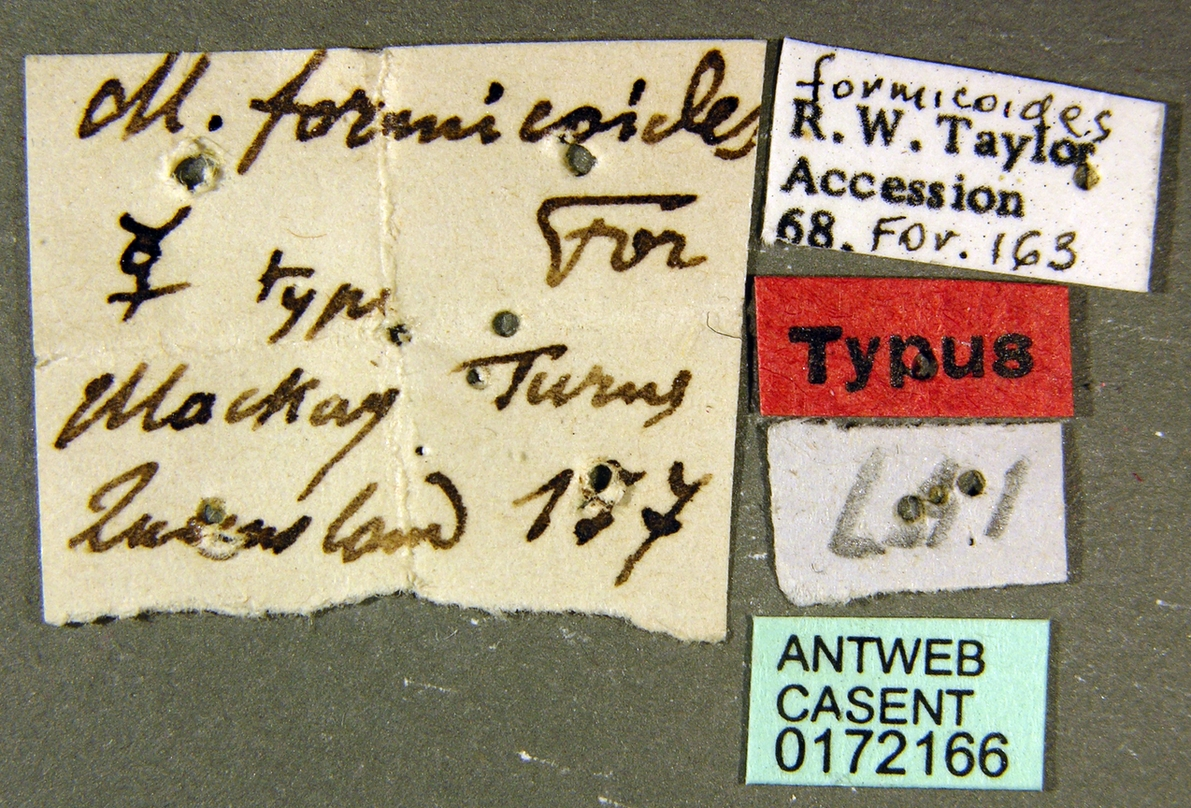
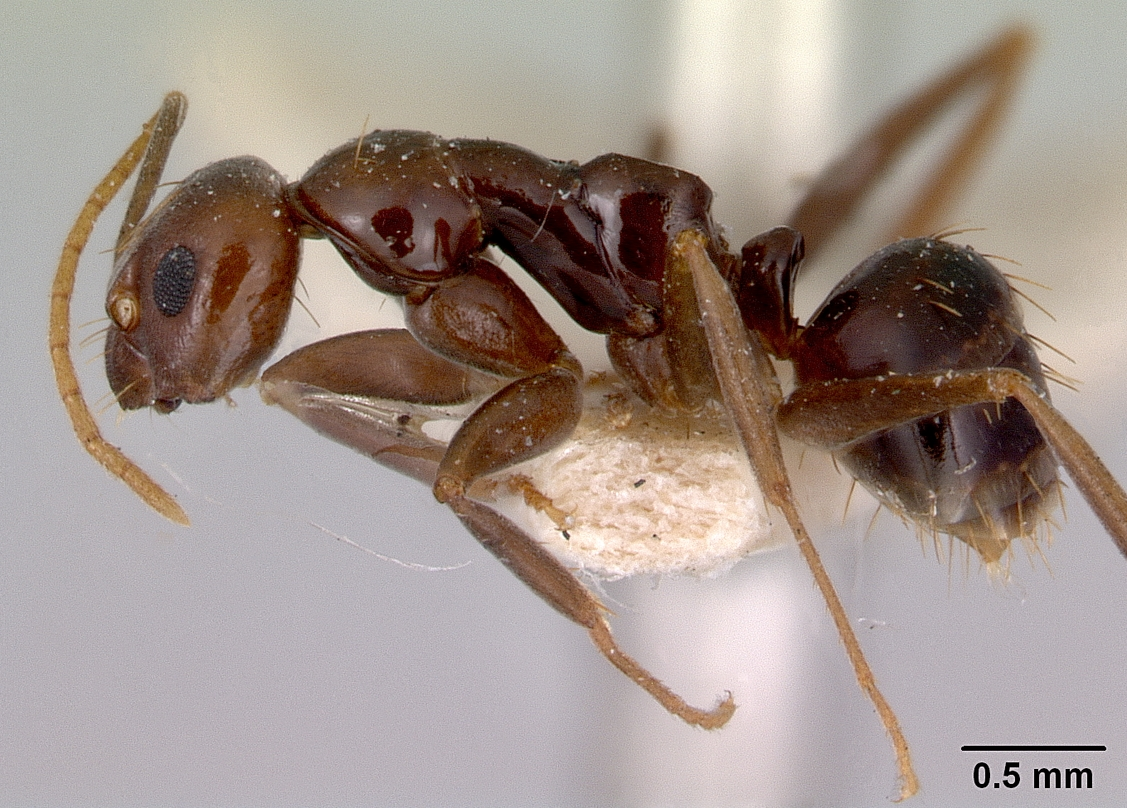